# César-díjak 2020
A 45. César-díj átadó ünnepségre, amelyen a 2019-ben forgalomba hozott, s a francia filmes szakma képviselői által legjobbnak ítélt francia alkotásokat részesítették elismerésben, 2020. február 28-án került sor a párizsi Pleyel előadóteremben. Az ünnepség ceremóniamesterének Florence Foresti francia színésznő, humoristát, elnökének Sandrine Kiberlain színésznőt kérték fel.

## Jelölések és díjak
A díjra jelölt filmek, alkotók és szereplők végleges listáját az Filmművészeti és Filmtechnikai Akadémia (AATC) 4313 állandó, és mintegy 200 pártoló tagja állította össze egy elsőkörös szavazással 633 alkotásból (ebből 220 volt választható a legjobb film, 377 a legjobb külföldi film és 36 a legjobb rövidfilm kategóriában), valamint 2745 személyből. A listát az akadémia elnöke hozta nyilvánosságra 2020. január 29-én, a párizsi Fouquet's étteremben tartott sajtótájékoztatón.
2020-ban két fontosabb változás állt be a díjazást illetően:
- A két évvel korábban létrehozott közönség César-díja, amelyet automatikusan kapott meg a Box-office France listán legjobb helyezést elért francia film, hosszú és heves vitát provokált az akadémiai tagok körében, mivel ilyen formában az akadémia díja nem tükrözte az akadémiai tagság értékítéletét. Végül úgy döntöttek, hogy a díj akkor fejezi ki legjobban a közönség és a filmes szakemberek véleményét is, ha a box-office öt legjobb helyezésű alkotását jelölik a díjra, s közülük választja ki a tagság a nyertest titkos szavazással.[4][6]
- A másik változás az öt technikai jellegű (operatőri, filmvágói, díszlet- és jelmeztervezői, valamint hangtechnikai) díjakat érintte. Létrehozták a „technikai címkék” (Labels Techniques) intézményét, azaz mindegyik szakma kollégiuma felcímkézett 10 filmet az év terméséből, amivel felhívta a figyelmet az alkotások filmes szakmai értékeire. Ezek a jelzés értékű listák azonban semmiféle szavazási kötelezettséggel nem jártak.[7]

Az esemény hivatalos plakátján a 2019 végén elhunyt Anna Karina, a francia új hullám mitikus alakja, Jean-Luc Godard múzsája szerepel, még modell korából.
45 év után 2020-ban fordult elő először, hogy nem adtak át tiszteletbeli Césart. Az eredeti tervek szerint Brad Pitt kapta volna meg, aki az előzetes megkeresésre el is fogadta a díjat, később azonban visszakozott, s a szervezőknek már nem volt idejük újabb személlyel megállapodni.
A 2020-as díjátadót botrányok közepette tartották meg. A Filmakadémia igazgatótanácsát, amelynek 2003 óta Alain Terzian producer volt az elnöke, sorozatos támadás érte: bírálták belterjességét, ami miatt „csak egy szűk kör részesülhetett jelölésben”, továbbá kevesellték a nők arányát a vezető testületekben. A hetekig tartó válság új dimenzióba lépett, amikor több mint 400 fő – köztük Jacques Audiard, Omar Sy, vagy Céline Sciamma – „mélyreható változásokat” követelő nyilatkozatot tett közzé, aminek hatására a tanács és az elnök két héttel a díjátadó előtt lemondott. Az Akadémia vezetésével a rendkívüli közgyűlésig Margaret Ménégoz magyar származású filmproducert bízták meg. Különösen támadták – elsősorban feminista szervezetek – a két hónappal korábban egy 1975-ös szexuális erőszakkal megvádolt Polański filmjének 12 jelölését; az alkotás megmérettetésből való kizárását követelték és tüntetést helyeztek kilátásba a díjátadó idejére. A francia-lengyel rendező, aki tagadta a vádat,  a rendezvény előtti napon bejelentette, nem vesz részt az ünnepségen. Az eldurvuló megjegyzések miatt végül a film stábja is úgy döntött, hogy távol marad a rendezvényről. További botrányként emlegették, hogy a Portré a lángoló fiatal lányról főszerepéért legjobb színésznőnek jelölt Adèle Haenel egy 2019 novemberi interjúban „illetlen érintéssel” és „szexuális zaklatással” vádolta meg Christophe Ruggia rendezőt, még az Ördögök forgatásának idejéből, amikor ő még csak 12-15 éves volt.
A botrányos előzmények és körülmények ellenére a díjazás a papírforma szerinti eredménnyel zárult. A legsikeresebb alkotás a Párizs keleti, bevándorlók lakta elővárosában játszódó és ott forgatott Nyomorultak lett: a legjobb film díja mellett megkapta a legjobb vágás, a legígéretesebb fiatal színész, továbbá a közönség díját. A legtöbb jelölést kapott Tiszt és kém – A Dreyfus-ügy három díjat seperhetett be, ebből kettőt (legjobb rendező és legjobb adaptáció) a rendező-forgatókönyvíró Polański. A rendezői elismerés kihírdetésekor „Szégyen!” felkiáltással Adèle Haenel színésznővel és  Céline Sciamma rendezőnővel az élen többen kivonultak a teremből, a házigazda Florence Foresti pedig - aki a rendezvény alatt egyszer sem ejtette ki a rendező nevét, helyette „Hapcit”  mondott, s a rendezvény kezdetén kijelentette, hogy lesz 12 pillanat, amikor az ember rosszul fogja érezni magát, de nem hagyja, hogy mindez foltot ejtsen a többi jelölésre - nem tért többé vissza a színpadra. A gála legnagyobb vesztese a Portré a lángoló fiatal lányról lett: 10 jelöléséből mindössze az operatőri teljesítnényt értékelték, valamint a Különleges életek, amely a 8 jelölésből egyet sem tudott díjra váltani.
| Díjak                            | Jelöltek |
| -------------------------------- | --- |
| Legjobb film                     | - Nyomorultak (Les Misérables), rendezte: Ladj Ly - Boldog idők (La Belle Époque), rendezte: Nicolas Bedos - Isten kegyelméből (Grâce à Dieu), rendezte: François Ozon - Kisváros, éjjel (Roubaix, une lumière), rendezte: Arnaud Desplechin - Különleges életek (Hors normes), rendezte: Éric Toledano és Olivier Nakache - Portré a lángoló fiatal lányról (Portrait de la jeune fille en feu), rendezte: Céline Sciamma - Tiszt és kém – A Dreyfus-ügy (J’accuse), rendezte: Roman Polański                               |
| Legjobb rendező                  | - Roman Polański – Tiszt és kém – A Dreyfus-ügy (J’accuse) - Nicolas Bedos – Boldog idők (La Belle Époque) - François Ozon – Isten kegyelméből (Grâce à Dieu) - Éric Toledano és Olivier Nakache – Különleges életek (Hors normes) - Ladj Ly – Nyomorultak (Les Misérables) - Céline Sciamma – Portré a lángoló fiatal lányról (Portrait de la jeune fille en feu) - Arnaud Desplechin – Kisváros, éjjel (Roubaix, une lumière)                                                                                              |
| Legjobb színésznő                | - Anaïs Demoustier – Alice politikaországban (Alice et le maire) - Eva Green – Ígérem, hogy visszatérek (Proxima) - Adèle Haenel – Portré a lángoló fiatal lányról (Portrait de la jeune fille en feu) - Chiara Mastroianni – A 212-es szoba (Chambre 212) - Noémie Merlant – Portré a lángoló fiatal lányról (Portrait de la jeune fille en feu) - Doria Tillier – Boldog idők (La Belle Époque) - Karin Viard – Altatódal (Chanson douce)                                                                                  |
| Legjobb színész                  | - Roschdy Zem – Kisváros, éjjel (Roubaix, une lumière) - Daniel Auteuil – Boldog idők (La Belle Époque) - Damien Bonnard – Nyomorultak (Les Misérables) - Vincent Cassel – Különleges életek (Hors normes) - Jean Dujardin – Tiszt és kém – A Dreyfus-ügy (J’accuse) - Reda Kateb – Különleges életek (Hors normes) - Melvil Poupaud – Isten kegyelméből (Grâce à Dieu) |
| Legjobb mellékszereplő színésznő | - Fanny Ardant – Boldog idők (La Belle Époque) - Josiane Balasko – Isten kegyelméből (Grâce à Dieu) - Laure Calamy – Bestiáda (Seules les bêtes) - Sara Forestier – Kisváros, éjjel (Roubaix, une lumière) - Hélène Vincent – Különleges életek (Hors normes) |
| Legjobb mellékszereplő színész   | - Swann Arlaud – Isten kegyelméből (Grâce à Dieu) - Grégory Gadebois – Tiszt és kém – A Dreyfus-ügy (J’accuse) - Louis Garrel – Tiszt és kém – A Dreyfus-ügy (J’accuse) - Benjamin Lavernhe – Szerelem második látásra (Mon inconnue) - Denis Ménochet – Isten kegyelméből (Grâce à Dieu) |
| Legígéretesebb fiatal színésznő  | - Lyna Khoudri – A ruha szabaddá tesz (Papicha) - Luàna Bajrami – Portré a lángoló fiatal lányról (Portrait de la jeune fille en feu) - Céleste Brunnquell – A megvilágosodottak (Les éblouis) - Nina Meurisse – Camille - Mama Sané – Az Atlantiak (Atlantique) |
| Legígéretesebb fiatal színész    | - Alexis Manenti – Nyomorultak (Les Misérables) - Anthony Bajon – A föld nevében (Au nom de la terre) - Benjamin Lesieur – Különleges életek (Hors normes) - Liam Pierron – Köznevelés élesben (La vie scolaire) - Djebril Zonga – Nyomorultak (Les Misérables) |
| Legjobb operatőr                 | - Claire Mathon – Portré a lángoló fiatal lányról (Portrait de la jeune fille en feu) - Nicolas Bolduc – Boldog idők (La Belle Époque) - Pawel Edelman – Tiszt és kém – A Dreyfus-ügy (J’accuse) - Julien Poupard – Nyomorultak (Les Misérables) - Irina Lubtchansky – Kisváros, éjjel (Roubaix, une lumière) |
| Legjobb vágás                    | - Flora Volpelière – Nyomorultak (Les Misérables) - Anny Danché, Florent Vassault – Boldog idők (La Belle Époque) - Laure Gardette – Isten kegyelméből (Grâce à Dieu) - Dorian Rigal-Ansous – Különleges életek (Hors normes) - Hervé De Luze – Tiszt és kém – A Dreyfus-ügy (J’accuse) |
| Legjobb eredeti forgatókönyv     | - Nicolas Bedos – Boldog idők (La Belle Époque) - François Ozon – Isten kegyelméből (Grâce à Dieu) - Éric Toledano és Olivier Nakache – Különleges életek (Hors normes) - Ladj Ly, Giordano Gederlini, Alexis Manenti – Nyomorultak (Les Misérables) - Céline Sciamma – Portré a lángoló fiatal lányról (Portrait de la jeune fille en feu) |
| Legjobb adaptáció                | - Roman Polański, Robert Harris – Tiszt és kém – A Dreyfus-ügy (J’accuse) - Costa-Gavras – Görögország, 2015 (Adults in the Room) - Jérémy Clapin, Guillaume Laurant – Keresem a testem (J'ai perdu mon corps) - Arnaud Desplechin, Léa Mysius – Kisváros, éjjel (Roubaix, une lumière) - Dominik Moll, Gilles Marchand – Bestiáda (Seules les bêtes) |
| Legjobb filmzene                 | - Dan Lévy – Keresem a testem (J'ai perdu mon corps) - Fatima Al Qadiri – Az Atlantiak (Atlantique) - Alexandre Desplat – Tiszt és kém – A Dreyfus-ügy (J’accuse) - Marco Casanova, Kim Chapiron – Nyomorultak (Les Misérables) - Grégoire Hetzel – Kisváros, éjjel (Roubaix, une lumière) |
| Legjobb hang                     | - Nicolas Cantin, Thomas Desjonquères, Raphaël Mouterde, Olivier Goinard, Randy Thom – Baljós Hullámok (Le chant du loup) - Rémi Daru, Séverin Favriau, Jean-Paul Hurier – Boldog idők (La Belle Époque) - Lucien Balibar, Aymeric Devoldère, Cyril Holtz, Niels Barletta – Tiszt és kém – A Dreyfus-ügy (J’accuse) - Arnaud Lavaleix, Jérôme Gonthier, Marco Casanova – Nyomorultak (Les Misérables) - Julien Sicart, Valérie De Loof, Daniel Sobrino – Portré a lángoló fiatal lányról (Portrait de la jeune fille en feu) |
| Legjobb díszlet                  | - Stéphane Rozenbaum – Boldog idők (La Belle Époque) - Benoît Barouh – Baljós Hullámok (Le chant du loup) - Franck Schwarz – Edmond - Jean Rabasse – Tiszt és kém – A Dreyfus-ügy (J’accuse) - Thomas Grézaud – Portré a lángoló fiatal lányról (Portrait de la jeune fille en feu) |
| Legjobb jelmez                   | - Pascaline Chavanne – Tiszt és kém – A Dreyfus-ügy (J’accuse) - Emmanuelle Youchnovski – Boldog idők (La Belle Époque) - Thierry Delettre – Edmond - Alexandra Charles – Jeanne - Dorothée Guiraud – Portré a lángoló fiatal lányról (Portrait de la jeune fille en feu) |
| Legjobb elsőfilm                 | - A ruha szabaddá tesz (Papicha), rendezte: Mounia Meddour - Az Atlantiak (Atlantique), rendezte: Mati Diop - A föld nevében (Au nom de la terre), rendezte: Edouard Bergeon - Baljós Hullámok (Le chant du loup), rendezte: Antonin Baudry - Nyomorultak (Les Misérables), rendezte: Ladj Ly |
| Legjobb animációs film           | - Keresem a testem (J'ai perdu mon corps), rendezte: Jérémy Clapin - Kabul fecskéi (Les hirondelles de Kaboul), rendezte: Zabou Breitman, Eléa Gobbé-Mévellec - Medvevilág Szicíliában (La fameuse invasion des ours en Sicile), rendezte: Lorenzo Mattotti |
| legjobb animációs rövidfilm      | - La nuit des sacs plastiques, rendezte: Gabriel Harel - Je sors acheter des cigarettes, rendezte: Osman Cerfon - Make It Soul, rendezte: Jean-Charles Mbotti Malolo - Micsoda pompás torta! (Ce magnifique gâteau !), rendezte: Emma De Swaef, Marc James Roels |
| Legjobb dokumentumfilm           | - M, rendezte: Yolande Zauberman - 68, mon père et les clous, rendezte: Samuel Bigiaoui - La cordillère des songes, rendezte: Patricio Guzmán - Lourdes, rendezte: Thierry Demaizière, Alban Teurlai - Wonder Boy Olivier Rousteing, né sous X, rendezte: Anissa Bonnefont |
| Legjobb rövidfilm                | - Pile poil, rendezte: Lauriane Escaffre, Yvonnick Muller - Beautiful Loser, rendezte: Maxime Roy - Chien bleu, rendezte: Fanny Liatard, Jérémy Trouilh - Le chant d’Ahmed, rendezte: Foued Mansour - Nefta Futball Klub (Nefta Football Club), rendezte: Yves Piat |
| Legjobb külföldi film            | - Élősködők (Kiszengcshung, 기생충), rendezte: Pong Dzsunho (Bong Jun-ho) KOR - Az első áruló (Le traître), rendezte: Marco Bellocchio ITA FRA GER BRA - Az ifjú Ahmed (Le jeune Ahmed), rendezte: Jean-Pierre és Luc Dardenne BEL FRA - Fájdalom és dicsőség (Dolor y gloria), rendezte: Pedro Almodóvar ESP - Joker, rendezte: Todd Phillips USA - Lola (Lola vers la mer), rendezte: Laurent Micheli BEL FRA - Volt egyszer egy Hollywood (Once Upon a Time in... Hollywood), rendezte: Quentin Tarantino USA             |
| Különdíjak                       | |
| Tiszteletbeli César              | Nem osztották ki. |
| A közönség César-díja            | - Nyomorultak (Les Misérables), rendezte: Ladj Ly - A föld nevében (Au nom de la terre), rendezte: Edouard Bergeon - Bazi nagy francia lagzik 2. (Qu'est-ce qu'on a encore fait au Bon Dieu ?), rendezte: Philippe De Chauveron - Együtt megyünk (Nous finirons ensemble), rendezte: Guillaume Canet - Különleges életek (Hors normes), rendezte: Éric Toledano és Olivier Nakache |
| A középiskolások César-díja      | - Különleges életek (Hors normes), rendezte: Éric Toledano és Olivier Nakache |

## Többszörös jelölések és elismerések
A statisztikában a különdíjak nem lettek figyelembe véve.
| Jelölés | Díj | Magyar cím                      | Eredeti cím                       |
| ------- | --- | ------------------------------- | --------------------------------- |
| 12      | 3   | Tiszt és kém – A Dreyfus-ügy    | J’accuse                          |
| 11      | 3   | Boldog idők                     | La Belle Époque                   |
| 11      | 3   | Nyomorultak                     | Les Misérables                    |
| 10      | 1   | Portré a lángoló fiatal lányról | Portrait de la jeune fille en feu |
| 8       | 1   | Isten kegyelméből               | Grâce à Dieu                      |
| 8       | 0   | Különleges életek               | Hors normes                       |
| 7       | 1   | Kisváros, éjjel                 | Roubaix, une lumière              |
| 3       | 3   | Keresem a testem                | J'ai perdu mon corps              |
| 3       | 1   | Baljós Hullámok                 | Le chant du loup                  |
| 3       | 0   | Az Atlantiak                    | Atlantique                        |
| 2       | 2   | A ruha szabaddá tesz            | Papicha                           |
| 2       | 0   | A föld nevében                  | Au nom de la terre                |
| 2       | 0   | –––                             | Edmond                            |
| 2       | 0   | Bestiáda                        | Seules les bêtes                  |